# H.I.T.S.
H.I.T.S. är den första samlingsskivan med poprock gruppen Noice. Albumet var släppt 1989. Låtarna Allting okej och Bedårande barn av sin tid är i detta fall tagna från singeln "Allting okej/Bedårande barn av sin tid" (1981), till skillnad från övriga samlingsalbum som använder originalinspelningarna från albumet Bedårande barn av sin tid (1980).

## Låtlista
Sida ett
1. "En kväll i tunnelbanan" - 3:54
2. "I natt é hela stan vår" - 2:29
3. "Television" - 3:22
4. "Du é inte man" - 3:37
5. "Amerikanska bilar" - 3:01
6. "Du lever bara en gång" - 3:26

Sida två
1. "Allting okey" - 3:24
2. "Bedårande barn av sin tid" - 2:57
3. "Vi rymmer bara du och jag" - 3:31
4. "1987" - 3:26
5. "Romans för timmen" - 3:32
6. "Dolce vita (Det ljuva livet)" - 4:01

## Medverkande
- Hasse Carlsson     -  Sång/Elgitarr
- Peo Thyrén         -  Elbas
- Freddie Hansson    -  Klaviatur
- Fredrik von Gerber -  Trummor
- Robert Klasen      -  Trummor